# Nadine Najman
Pour les articles homonymes, voir Najman.
 (novembre 2009).
Si vous disposez d'ouvrages ou d'articles de référence ou si vous connaissez des sites web de qualité traitant du thème abordé ici, merci de compléter l'article en donnant les références utiles à sa vérifiabilité et en les liant à la section « Notes et références ».
Nadine Najman est une femme de lettres contemporaine, française, née le 20 août 1949 à Reims (Marne).

## Études et débuts
Lycée Jean-Jaurès à Reims, bac philosophie en juin 1967, études à Amiens (Somme) et début de carrière dans l'enseignement à Saint-Quentin (Aisne). Pour des raisons familiales, démissionne de l'Éducation nationale et s'oriente vers d'autres activités (à Toulouse puis à Reims) avant d'entrer sur concours dans l'Armée de l'air.

## Une double carrière jusqu'en 1998
Rédactrice à la Cité de l'Air (Paris) de 1976 à 1982, Nadine Najman est ensuite chargée de relations publiques pour l'Armée de l'air en Champagne-Ardenne. Elle revient dans la capitale en 1991, d'abord au ministère de la Défense, puis à la Direction générale de l'Aviation civile, avant d'être détachée au siège de l’ONU à New York en 1994-95 afin de participer à la création d'un service centralisé de gestion et d’administration du personnel Casque bleu international. À son retour en France, elle rejoint la rédaction parisienne du magazine Air Actualités.
Nadine Najman quitte volontairement l'Armée de l'air en décembre 1998 pour la vie civile et la profession d'auteur-rédacteur indépendant. Elle crée Écriture sur Mesure, entreprise individuelle prestataire de services écrits à l'intention des professionnels et des particuliers.
Parallèlement, depuis toujours elle poursuivait ses travaux personnels. Reconnue dès 1985 pour sa poésie, elle écrit désormais surtout en prose. Sont actuellement en préparation, à différents degrés d'achèvement, un roman et une chronique en plusieurs volumes sur l'histoire de sa famille maternelle de 1914 à 1950 dans la région de Reims (du côté paternel, toute sa famille se trouve en Biélorussie, Pologne, Russie, Ukraine)...

## Œuvres éditées

### Poésie
- Parcours non fléché (La Nouvelle Pléiade, 1987).
- L’Edelweiss au bord du ravin (La Nouvelle Pléiade, 1989).
- Le calice jusqu'à la lie (La Nouvelle Pléiade, 1994).
- Les amours errantes (La Nouvelle Pléiade, 1996).
- Seize fois femme (Robert Parville éditeur, 1992).
- Vingt-quatre chants pour un homme (Les Poètes Français, 1999).
- Trois p'tits tours (Les Deux Encres, 2006).
- Encore une danse (La Nouvelle Pléiade, 2021).
- Libres enfants des années 50 et 60 (La Nouvelle Pléiade, 2023).

### Prose
- Les six jours du Phénix, roman policier d'investigation (Les Deux Encres, 2003).

- Histoires d'autre chose, nouvelles fantastiques (Les Deux Encres, 2005).

- Les disparus de Manhattan, roman fantastico-policier (Édition du Bout de la Rue, 2014).

- 1914-1918 dans la Marne, les Ardennes et la Belgique occupées, Témoignages-Histoire-Mémoire (L'Harmattan, 2014).

- Cher Arthur, biographie de Rimbaud (Édition du Bout de la Rue, 2016).

- 1870-1872 dans la Marne, l'Aisne et les Ardennes, Témoignages-Histoire-Mémoire (L'Harmattan, 2019).

- La joie venait toujours après la peine (Histoire d'une famille 1938-1947), Histoire-Mémoire (Édition du Bout de la Rue, 2020).
- Coquelicots de la mémoire (Histoire d'une famille 1919-1938), Histoire-Mémoire (Édition du Bout de la Rue, 2022).
- Un seul ciel pour tout le monde (Histoire d'une famille 1914-1918), Histoire-Mémoire (Édition du Bout de la Rue, 2024).

## Principaux prix et distinctions
- Nommée au grade de chevalier dans l'ordre des Arts et des Lettres le 18 juin 1998 par Catherine Trautmann, ministre de la Culture et de la Communication (au titre de la promotion du 14 juillet 1998), pour l'ensemble de son œuvre et pour son action en faveur de la langue française, de la littérature et de la poésie.

- Lauréate du prix Théophile-Gautier 1995 de l'Académie française pour Le Calice jusqu'à la lie [1].

Le prix Théophile-Gautier est un prix annuel remis par l'Académie française. Il a été constitué en 1969 par regroupement des fondations Archon-Désperouses, Artigue, Jean-Marc Bernard, Jules Devaines, Caroline Jouffroy-Renault, Alfred de Pontécoulant, Amélie Mesureur de Wailly et Juliette de Wils. Il couronne un auteur de poésie lyrique.
- Médaille du siège des Nations unies.

Cette médaille lui a été attribuée à New York en août 1995 (n° d'ordre 49/95) par Kofi Annan, qui allait devenir secrétaire général de l'ONU de janvier 1997 à décembre 2006. Il était alors sous-secrétaire général et chef du Département des opérations du maintien de la paix (en anglais : Department of Peace-Keeping Operations, ou DPKO). Nadine Najman travaillait sous ses ordres dans le nouveau service qu'elle avait contribué à créer, le "Personal Administration Unit", chargé de centraliser et de standardiser l'ensemble des formalités de gestion et d'administration de tous les personnels militaires et policiers envoyés par les pays contributeurs sur les théâtres d'opérations du monde entier. 
Le sonnet Un homme (ci-dessous) a été écrit en pensant à l'un de ces "soldats de la paix". Ses premiers lecteurs ont été le colonel Daniel Bastien, chef de la Mission militaire française permanente, et monsieur Jean-Bernard Mérimée, ambassadeur de France auprès des Nations unies. Sur l'invitation de Kofi Annan, Nadine Najman a lu ce poème en public au meeting du DPKO le 4 octobre 1995, premier jour de la visite du pape Jean-Paul II et veille de son discours à l'ONU. Ce poème a été traduit en plusieurs langues, notamment en anglais par l'écrivain et homme politique Shashi Tharoor (à l'époque bras droit de Kofi Annan) et en allemand par le général Manfred Eisele (chef de la division "Planning and Support" à DPKO).

Un homme

Il a fermé les yeux sans un cri, sans un pleur,
Alors que le soleil grimpait sur la colline
La nuit avait été sereine et cristalline,
Il avait oublié d'avoir froid, d'avoir peur.

Je ne veux pas savoir quelle était la couleur
De ce regard éteint, ni l'accent d'origine
Des mots qui se sont tus : l'homme que j'imagine
Me ressemblait beaucoup - comme un frère à sa sœur.

Je ne sais pas non plus s'il avait une femme,
Si sa mère priait tous les jours pour son âme,
S'il se couchait parfois en soupirant un peu.

Je sais uniquement qu'il croyait en la chance,
Que c'était un soldat, que son casque était bleu,
Et que le blé poussait vert comme l'espérance.
- Prix de la Presse poétique 2013.

Extrait du journal L'Union du 27 août 2013 :
Le prix de la Presse poétique 2013 vient d'être décerné par la Société des Poètes Français à Nadine Najman pour son travail au profit de la revue littéraire et artistique du Salon Orange, avec la citation suivante : « Ressuscitée, cette revue trimestrielle est devenue en peu de temps l'une des plus remarquées et appréciées parmi toutes les publications de même nature qui paraissent aujourd'hui en France. ».
- Grand Prix de la Pléiade 2020 pour Encore une danse.

## Divers
Membre actif de l'association nationale Défense de la langue française, ancienne présidente de sa délégation Champagne-Ardenne.
Ancienne présidente de l'Académie Nationale de Reims, société savante fondée en 1841 à vocation historique, scientifique, littéraire et artistique. Passée membre correspondant à la suite de son départ de Reims pour Le Tréport (Seine-Maritime) fin 2017.  
Membre titulaire de la Société des Poètes Français, ancien membre de son Comité directeur. 
Membre de la Société des gens de lettres et de la Société Civile des Auteurs Multimédia à partir d'octobre 1994 (référence : 22869). Opte en 2001 pour la SCAM lorsque celle-ci se sépare de la SGDL et met en place sa propre gestion des droits d'auteur (numéro de référence conservé).
Membre du Centre généalogique de la Marne et de nombreuses autres sociétés, académies et associations culturelles françaises ou francophones.
Directrice ou ancienne directrice de plusieurs concours de poésie.
Ancienne rédactrice en chef de la revue Salon Orange (arts et littérature). 

## Sur le "Net"
Le site littéraire Ecritdire (voir lien ci-dessous) publie un certain nombre de textes en prose ou en vers de Nadine Najman et la déclare dotée "d'une personnalité disponible pour l'amitié, d'un esprit épris de rigueur et, surtout, d'un talent qu'on se plaît à saluer".